# Sarah Gavron
Sarah Gavron (* 20. April 1970) ist eine britische Filmregisseurin.

## Leben
Sarah Gavron ist die Tochter des Millionärs und Philanthropen Robert Gavron, Baron Gavron und der Politikerin Nicky Gavron. Sie studierte Englisch an der University of York und Filmwissenschaft in Edinburgh. Sie dreht Filme seit 2000 und wurde mehrfach für ihre Werke ausgezeichnet.

## Filmografie (Auswahl)
- 2000: The Girl in the Lay-By (Kurzfilm)
- 2000: Losing Touch (Kurzfilm)
- 2003: Frühgeboren (This Little Life)
- 2007: Brick Lane
- 2012: Village at the End of the World (Dokumentarfilm)
- 2015: Suffragette – Taten statt Worte (Suffragettes)
- 2019: Rocks

## Auszeichnungen (Auswahl)
- 2004: British Academy Television Award als bester neuer Regisseur/Fiktion für Frühgeboren (This Little Life)